# Cryptostylis leptochila
Cryptostylis leptochila är en orkidéart som beskrevs av Ferdinand von Mueller och George Bentham. Cryptostylis leptochila ingår i släktet Cryptostylis, och familjen orkidéer. Inga underarter finns listade i Catalogue of Life.